# MXモバイリング
MXモバイリング株式会社（英: MX Mobiling Co., Ltd.）は、東京都江東区に本社を置く丸紅グループの携帯電話の販売代理店である。

## 概要
1972年12月に移動無線機器･通信機器の製造、保守サービス、部品販売等を目的として東京都港区に設立する。現在は携帯電話の販売代理店業、携帯電話の保守サービスを行う。
かつてはNECの完全子会社であったが、2013年6月に丸紅の完全子会社となった。

## 沿革
- 1972年（昭和47年）12月 - 東京都港区に日本電気移動無線サービス株式会社を設立。
- 1973年（昭和48年）6月 - 移動通信機器等の販売を開始。
- 1987年（昭和62年）5月 - 本社を神奈川県横浜市港北区へ移転。
- 1990年（平成2年）4月 - 商号を日本電気移動通信株式会社に変更。
- 1992年（平成4年）4月 - エヌ・ティ・ティ中央移動通信と携帯電話等の代理店契約を締結し、携帯電話等の販売を開始。
- 2001年（平成13年）7月 - 商号をNECモバイリング株式会社に変更。
- 2005年（平成17年）2月 - プライバシーマーク認証取得。
- 2010年（平成22年）3月 - マツハヤ・コーポレーション株式会社の全株式を取得して子会社化。
- 2011年（平成23年）2月 - 本社を東京都千代田区へ移転。
- 2012年（平成24年）10月 - 南国テレホン株式会社の全株式を取得して子会社化。
- 2013年（平成25年）
  - 6月 - 丸紅と丸紅完全子会社のMXホールディングスが親会社となる。
  - 8月 - 商号をMXモバイリング株式会社に変更。
- 2014年（平成26年）2月 - 丸紅テレコム（初代）の携帯電話販売関連事業を承継し、丸紅グループ内の販売代理店事業をMXモバイリングに集約。
- 2015年（平成27年）4月 -
  - 修理・保守サービス事業を行うモバイルケアテクノロジーズ株式会社を設立。
  - 丸紅テレコム（初代）を吸収合併。新たに子会社として丸紅テレコム株式会社（2代）を設立。
- 2016年（平成28年）1月 - 本社所在地を東京都江東区へ移転。
- 2017年（平成29年）9月 - 親会社が丸紅へ異動。
- 2020年（令和2年）
  - 7月  - 子会社としてMXMアスター株式会社を設立。
  - 12月 - auショップ事業をmaテレコム株式会社として分社化。

## 事業所
- 本社 - 東京都江東区豊洲三丁目2番24号　豊洲フォレシア15F、16F
  - 北海道支店 - 北海道札幌市白石区東札幌3条6丁目1-20　札幌白石第一生命ビルディング3F
  - 東北支店 - 宮城県仙台市青葉区中央2-9-10　セントレ東北3F
  - 北陸支店 - 石川県金沢市上堤町2-37　金沢三栄ビル9F
  - 東海支店 - 愛知県名古屋市中区錦2-2-2　名古屋丸紅ビル5F
  - 関西支店 - 大阪府大阪市中央区久太郎町4-1-3　大阪センタービル7F
  - 中国支店 - 広島県広島市南区金屋町2-15　KDX広島ビル8F
  - 四国支店 - 香川県高松市兵庫町11-6　カーニープレイス高松兵庫町ビル4F
  - 九州支店 - 福岡県福岡市中央区渡辺通5-14-12　南天神ビル7F